# Ligue belge du droit des femmes
Ne doit pas être confondu avec Ligue des droits de la femme, Ligue des droits de la femme (Grèce) ou Ligue française pour le droit des femmes.
La Ligue belge du droit des femmes est une association féministe belge créée le 27 novembre 1892. Il s'agit de la première association féministe de Belgique,. 

## Histoire
La Ligue belge du droit des femmes a été créée à la suite de l'émoi suscité chez les progressistes belges par le refus des juridictions d'admettre Marie Popelin, première femme belge docteur en droit, à l'ordre des avocats,.
Avec l'avocat, Louis Frank, Marie Popelin décide de réunir des fonds afin de créer la Ligue belge du droit des femmes, sur le modèle de la Ligue française pour le droit des femmes, avec laquelle elle entretiendra des liens étroits. Louis Frank en rédige le programme et les statuts, en conçoit l'organisation, qu'il dirige.
La première assemblée générale s’est organisée dans le grand auditoire de l’Université Libre de Bruxelles le 27 novembre 1892,. En 1892, la ligue compte 300 membres. Beaucoup d’entre-eux appartiennent à la bourgeoisie libre-pensante bruxelloise ou sont francs-maçons. Isabelle Gatti de Gamond, créatrice du Cours d'Éducation pour jeunes filles, préside la section « Éducation » de la Ligue et Léonie La Fontaine préside celle chargée de la bienfaisance. Parmi les adhérents se trouvent Hector Denis, recteur de l’Université Libre de Bruxelles, qui permit à la Ligue d'être médiatisée, Isala van Diest, première femme belge médecin, et l'homme politique Henri La Fontaine. 
La ligue belge du droit des femmes noue des contacts avec les féministes étrangères, notamment avec la Ligue française pour le droit des femmes et le Conseil international des femmes. Bien qu’elles entretiennent des liens étroits, la ligue ne peut pas y adhérer car elle ne répond pas aux critères exigés.

## Objectifs et revendications
À ses débuts, la ligue tient à rester neutre sur l'échiquier politique. Elle se veut transcendante, unificatrice et non clivante, pour toutes les femmes belges, peu importent leurs origines et leur milieu social. La ligue revendique avant tout l’émancipation des femmes, l'abolition de la puissance maritale, l'accessibilité sans distinction de sexe aux emplois, professions, carrières industrielles, leur participation à la vie intellectuelle et dans la gestion des intérêts publics, qu’elles soient femmes plus que jamais en étant pleinement conscientes de leurs devoirs,. Pour cela, la Ligue entend faire évoluer progressivement la société, par la voie juridique en instaurant l'égalité des hommes et des femmes devant la loi.
Dans un premier temps, la Ligue se mobilise autour de la reconnaissance du droit d'épargner et de témoigner, sur la protection de l'enfance et des jeunes filles, sur la reconnaissance de la recherche de paternité et sur l'admission des femmes dans les services administratifs et au barreau, choisissant ainsi de différer les actions autour de l'autorité maritale et des droits politiques, jugée plus difficiles à obtenir. La priorité pour la ligue était d’abord économique et civile. En effet, tant que les femmes restaient sous la coupe de leur mari ou de leur patron, elles ne pourraient obtenir d’indépendance politique. Zoé de Gamond souligne d’ailleurs le lien important entre droit au travail et émancipation féminine. Louis Frank concentre alors le programme en trois points principaux : « abolir la puissance maritale et fonder le droit de la famille sur le principe de l’égalité entre les époux, concéder aux femmes le droit de faire un honnête usage de leurs facultés et rendre accessibles à tous, sans distinction de sexe, les métiers, les emplois, les professions, les carrières industrielles et autres et enfin, reconnaître aux femmes une part d’intervention sans la gestion et le règlement des intérêts publics ». L'obtention de l'égalité rendait nécessaire de réformer le Code civil mais aussi d'assurer à toutes les femmes l'accès à un enseignement de qualité.

## Crise interne
La ligue belge du droit des femmes connaît rapidement une crise interne. Certains membres, dont Marie Popelin, trouvent que Louis Frank monopolise la direction en prenant des initiatives sans consulter l'avis des autres membres du comité de direction. Il soumet ses projets de loi dans toutes les sections de la Ligue et rédige seul tous les articles. Bien qu’ils eussent créé la ligue ensemble, Marie Popelin restait souvent dans l’ombre de son collaborateur. Les tensions éclatent lors de l'assemblée générale de novembre 1893. Louis Frank démissionne, ce qui donne une nouvelle cohésion à la Ligue, mais elle ne survit pas longtemps à cette séparation. 
Henriette Houyoux prend alors la place de Louis Frank et est nommée secrétaire générale de la Ligue. Elle tente d’accentuer l’action de la Ligue vers l’enseignement, ce qui déplait à Marie Popelin, qui tient au caractère revendicatif de celle-ci. De nouvelles tensions éclatent lors de l’assemblée générale de novembre 1895 entraînant le départ de plusieurs membres dont Isabelle Gatti de Gamond. La dissolution de la ligue est nette en 1899 lorsqu'Isabelle Gatti de Gamond rejoint le Parti ouvrier belge[pourquoi ?].

## Postérité
En posant la question du féminisme, l'action de la Ligue a fait naître d'autres sociétés féministes dont le Conseil national des femmes belges, présidé par Marie Popelin jusqu'à sa mort en 1913, et l'Union des femmes belges contre l'alcoolisme et l'Union des femmes belges pour la paix, dirigée par Léonie La Fontaine.